# سعاد اللامي
سعاد اللامي ناشطة في مجال حقوق المرأة. والدتها شجعتها على الحصول على التعليم، على الرغم من أنها نفسها كانت أمية.
أصبحت سعاد اللامي محامية حقوق المرأة. أسست المنظمة غير الحكومية «نساء من أجل التقدم» في عام 2007، واعتبارا من عام 2011 بدأت توجه المرأة لمركز متقدم.
«نساء من أجل التقدم» يوفر العديد من الخدمات بما في ذلك الدعوة التشريعية، والتدريب المهني، وتقديم مشورة العنف المنزلي، والامتحانات الطبية ومحو الأمية، ورعاية الأطفال، وفرص للممارسة.
كما أسست سعاد اللامي مركز المرأة في مدينة الصدر. وهي نفسها ولدت في مدينة الصدر.
تلقت في 2009 جائزة أشجع امرأة دولية.